# أورتون
أورتون (بالفرنسية: Ourton)‏ هي بلدية تقع في إقليم باد كاليه من منطقة نور با دو كاليه في شمال فرنسا. تبلغ مساحة هذه المدينة 5.28 (كم²)، وترتفع عن سطح البحر 96 م، يبلغ عدد سكانها 771 نسمة حسب إحصاء المعهد الوطني للإحصاء والدراسات الاقتصادية سنة 2009 م. وترأس Jean-Charles Cordonnier البلدية خلال فترة (2008-2014).